# Studlów
Studlów (ukr. Студлів) – wieś na Ukrainie, w obwodzie iwanofrankiwskim, w rejonie kołomyjskim.

## Położenie
Położona na północ od wsi Turka.